# Pterochelus
Pterochelus is een geslacht van weekdieren uit de klasse van de Gastropoda (slakken).

## Soorten
- Pterochelus acanthopterus (Lamarck, 1816)
- Pterochelus akation (Vokes, 1993)
- Pterochelus ariomus (Clench & Pérez Farfante, 1945)
- Pterochelus duffusi Iredale, 1936
- Pterochelus triformis (Reeve, 1845)
- Pterochelus undosus (Vokes, 1993)
- Pterochelus westralis (Ponder & Wilson, 1973)